# تفاعل نقل الدم الانحلالي الحاد
تفاعل نقل الدم الانحلالي الحاد (بالإنجليزية: Acute hemolytic transfusion reaction)‏ أو رد الفعل الانحلالي الفوري لنقل الدم (بالإنجليزية: immediate hemolytic transfusion reaction)‏ هو رد فعل يهدد الحياة عند تلقي نقل الدم. تحدث ردود الفعل هذه خلال 24 ساعة من نقل الدم ويمكن أن تحدث نتيجة استقبال بضعة ملليلترات من الدم. يحدث هذا التفاعل نتيجة تدمير الأجسام المضادة للمضيف لخلايا الدم الحمراء للمتبرع. يحدث رد الفعل هذا عادة عندما يكون هناك عدم توافق في فصيلة الدم ABO، ويكون أشد عندما يتم إعطاء دم المتبرع من النوع A إلى متلقي من النوع O.